# Jérémy Kapone
Jérémy Kapone (* 16. April 1990 in Douarnenez) ist ein französischer Schauspieler und Singer-Songwriter.

## Leben und Karriere
Jérémy Kapone, geboren 1990 in der Gemeinde Douarnenez im Westen Frankreichs im Département Finistère (Region Bretagne), ist Sänger und Gitarrist der Gruppe Kaponz & Spinoza. Kapone ist aber auch als Solist tätig. 
Sein schauspielerischer Durchbruch gelang ihm 2008 in Lisa Azuelos Filmkomödie LOL (Laughing Out Loud) neben Sophie Marceau. 2011 sah man ihn in Jan Seemanns dramatischem Kurzfilm Summer Knows. In Detlev Bucks Filmdrama Die Vermessung der Welt spielte er 2012 an der Seite von Florian David Fitz und Vicky Krieps.

## Filmografie
- 2008: LOL (Laughing Out Loud)
- 2009: Komplizen (Complices)
- 2010: Le grand restaurant
- 2011: Livid – Das Blut der Ballerinas (Livide)
- 2011: Summer Knows
- 2011: Le grand restaurant II
- 2012: Die Vermessung der Welt
- 2012: Trois petits dés
- 2013: Tiger Lily, quatre femmes dans la vie (6 Episoden)

## Musik
Kaponz & Spinoza
- Exil
- Je range
- Relax
- Bonnie aime Clyde
- J'espère
- sale mioche

Jérémy Kapone
- Élément du décor
- Kick Ass
- Sade
- petite rose
- Little Sister